# Jaromír Mayer
Jaromír Mayer (* 22. července 1943 Praha) je český zpěvák.

## Život
Absolvoval konservatoř. V roce 1961 se přihlásil do soutěže Hledáme nové talenty.  Vystupoval s orchestrem Vlastimila Kloce, orchestrem Oty Rendla, bigbeatovou skupinou Mefisto, s orchestrem Karla Vlacha, v divadle Semafor, se skupinou Antonína Gondolána a s dalšími skupinami.  V roce 1986 emigroval do západního Německa, kde žil s rodinou několik let, pak se přestěhoval do Edmontonu v Kanadě. V roce 2004 pracoval u olejářské firmy a kvůli problémům s hlasivkami se zpěvu již nevěnoval, přesto v Edmontonu vlastnil skupinu, s níž příležitostně hrál.
Jaromír Mayer byl třikrát ženatý. Z prvního manželství se zpěvačkou Vilmou Vrchotovou (Volkovou) se narodila dcera Anděla, která mj. působila v dívčí skupině Panika. V letech 1968–1971 byl druhým manželem  zpěvačky Evy Pilarové. Potřetí se oženil s redaktorkou Radkou Machovou, s níž má dceru Lucii a syna Martina, uznávaného klavíristu a skladatele.

## Diskografie
- 1965 Si, Si Signorina, hudba: Mojmír Balling, text: Stanislav Ostrezí, hraje: Karel Vlach se svým orchestrem, zpívají: Josef Zíma a Jaromír Mayer, Supraphon 013544, SP[3]
- 1965 Trezor – Karel Gott, Olympic/ Bílá místa – Jaromír Mayer – Supraphon 013828, SP
- 1965 U Kokořína – Milan Chladil a Jaromír Mayer/ Práskni do koní – Jaromír Mayer – Supraphon, SP
- 1966 Temný stín – Jaromír Mayer a Karel Svoboda, Mefisto/Vlčí máky – Václav Neckář – Supraphon 013573, SP
- 1966 Já čekám dál – Eva Pilarová/ Můj úděl – Jaromír Mayer – Supraphon 013633, SP
- 1966 Chci zapomenout – Pavel Novák a sbor Jiřího Linhy/ Slunce v očích – Jaromír Mayer a sbor Lubomíra Pánka – Supraphon 013861, SP
- 1967 Její láska – Jaromír Mayer/Už se cítím líp – Milan Chladil – Supraphon 013 0103, SP
- 1967 Jenom já ti rozumím – Jaromír Mayer/Panoptikum – Eva Pilarová – Supraphon 013 0161, SP
- 1970 Pochval strom za zelený listí – Eva Pilarová a Jaromír Mayer/Za sebou – Jaromír Mayer a sbor Lubomíra Pánka – Supraphon 0 43 0885, SP
- 1972 On růži dál/Hej, Madlén – Supraphon 0 43 1309, SP
- 1972 Malý přítel z města N/Mávala mi málo – Supraphon 0 43 1390, SP
- 1973 Až se mé děti budou ptát/Hádavá žena – Supraphon 0 43 1610, SP[4]
- 1976 Náš vor plul dál/Švec – Supraphon 1 43 2009 h, SP
- 1976 Máš přítele – Supraphon 1 13 2038 H, LP
- 1978 Taková je láska – Jaromír Mayer a Zuzka Černá, Bezinky/Hospůdko známá – Supraphon 1 43 2191, SP
- 1980 Když slunce jde spát/Sjedem to zábradlí – Supraphon 1143 2452, SP
- 1982 Santa Maria/Zpívat dívkám není hřích – Supraphon 1143 2574, SP
- 1998 20× Jaromír Mayer – Malý přítel z města "N" – Sony Music Bonton, CD, podtitul: a tři navíc, edice: 20×[5]
- 2005 Hospůdko známá – František Rychtařík FR 0111-2, EAN: 8 595130 111129, CD
- 2006 Malý přítel z města „N“ – František Rychtařík FR 0144-2, EAN: 8 595130 114427, CD

### Kompilace
- České hity 70. – 80. let – Reader's Digest, 5CD – 17. Náš vor plul dál – Jaromír Mayer -cd5